# Peter Dods
Pour les articles homonymes, voir Dods.
 Peter William Dods, né le 6 janvier 1958 à Galashiels (Écosse) est un joueur de rugby à XV qui a joué avec l'équipe d'Écosse, évoluant au poste d’arrière. 

## Carrière
Il a disputé son premier match international le 15 janvier 1983 contre l'équipe d'Irlande. Le dernier a été disputé le 30 octobre 1991 contre l'équipe de Nouvelle-Zélande.
Il fut capitaine de l'équipe d'Écosse à trois reprises.
Dods a joué un match de la coupe du monde de rugby 1991.

## Palmarès
- 23 sélections
- 210 points en sélection (2 essais, 26 transformations, 50 pénalités)
- Sélections par années :  5 en 1983, 6 en 1984, 4 en 1985, 4 en 1989, 4 en 1991
- Tournois des Cinq Nations disputés:  1983, 1984, 1985,   1989, 1991
- Grand Chelem en 1984